# Ковари
Кова́ри (пол. Kowary, нім. Schmiedeberg) — місто в південно-західній Польщі в західних Судетах.
Належить до Карконоського повіту Нижньосілезького воєводства.

## Демографія
Демографічна структура станом на 31 березня 2011 року:
|          | Загалом | Допрацездатний вік | Працездатний вік | Постпрацездатний вік |
| -------- | ------- | ------------------ | ---------------- | -------------------- |
| Чоловіки | 5561    | 1038               | 4004             | 519                  |
| Жінки    | 6223    | 943                | 3725             | 1555                 |
| Разом    | 11784   | 1981               | 7729             | 2074                 |